# ناتسوکی اوکاموتو
ناتسوکی اوکاموتو (انگلیسی: Natsuki Okamoto؛ زادهٔ ۱۳ سپتامبر ۱۹۸۹) مدل (شخص)، بازیگر، و بازیگر خردسال اهل ژاپن است.